# Undredal stavkirke
Undredal stavkirke er en stavkirke af typen énskibet eller langkirke med Saddeltag, som ligger i den lille landsby Undredal i Aurland kommune i Sogn og Fjordane, Norge.
Kirken omtales første gang i skriftlige kilder i et dokument fra 1321, men den er sandsynligvis opført omkring 1147, da dette årstal er indridset på tagstolen inde i kirken. Tallet er skrevet med arabiske tal, som var særlig udbredt i Norge før 1300-tallet. Jens Zetlitz Monrad Kielland mente i 1902 at tallet skulle løses som 1447, og kan da vise til en tagreparation. Dendrokronologiske undersøgelser har ikke gibet en klar alder, men kan tyde på at kirken blev rejst mellem midten og slutningen af 1100-tallet.
Den har kun 40 siddepladser og er den midnste stavkirke i Skandinavien som fortsaet er i brug.

## Galleri
- Foto fra omkring 1950 foto: Nasjonalbiblioteket
- Interiør ca. 1950 foto: Nasjonalbiblioteket
- Alter. Foto: J. P. Fagerback, 2006
- Prædikestolen
- Loftedekorationen
- Vægge indvendig med rosemaling
- Klokke i kirkerummet
- Stave i kirkerummet